# Neobuthus berberensis
Espèce
Neobuthus berberensis est une espèce de scorpions de la famille des Buthidae.

## Distribution
Cette espèce est endémique du Somaliland en Somalie. Elle se rencontre vers Berbera.

## Description
L'holotype mesure 30 mm.
Les mâles mesurent de 20 à 21 mm et les femelles 27 à 32 mm.

## Étymologie
Son nom d'espèce, composé de berber[a] et du suffixe latin -ensis, « qui vit dans, qui habite », lui a été donné en référence au lieu de sa découverte, Berbera.

## Publication originale
- Hirst, 1911 : « Descriptions of new scorpions. » Annals and Magazine of Natural History, sér. 8, vol. 8, p. 462-473 (texte intégral).